# Jana Novotná
Jana Novotná (phát âm tiếng Séc: [ˈjana ˈnovotnaː]; 2 tháng 10 năm 1968 – 19 tháng 11 năm 2017) là cựu vận động viên quần vợt chuyên nghiệp đến từ Cộng hòa Séc. Cô chơi theo phong cách giao bóng lên lưới, một phong cách chơi ngày càng hiếm của các tay vợt nữ trong sự nghiệp của cô.
Cô đã giành được danh hiệu đơn nữ tại Wimbledon năm 1998 và là á quân trong ba giải đấu Grand Slam trước đó. Novotná cũng giành được 12 danh hiệu đôi nữ Grand Slam (hoàn thành Career Grand Slam hai lần), bốn danh hiệu đôi nam nữ Grand Slam và ba huy chương Olympic. Cô đạt thứ hạng đơn nữ cao nhất thế giới vào năm 1997 và giữ thứ hạng số 1 đôi nữ trong 67 tuần không liên tiếp.

## Sự nghiệp
Jana Novotná chuyển sang chuyên nghiệp vào tháng 2 năm 1987. Trong những năm đầu khởi nghiệp, cô được biết đến chủ yếu nhờ thành công với tư cách là một tay vợt đánh đôi. Đầu những năm 1990, Novotná bắt đầu gặt hái thành công ở nội dung đơn khi nhà vô địch đơn giải Grand Slam bốn lần Hana Mandlíková trở thành huấn luyện viên của cô. Mandlíková sau đó huấn luyện cô trong chín năm. Trước đây cô đã được Mike Estep huấn luyện.

### 1990
Tại Pháp mở rộng 1990, Novotná, hạt giống số 11, đã đạt được kết quả tốt nhất của cô trong trận đấu đơn Grand Slam cho đến thời điểm đó. Sau khi lọt vào vòng 16 đội, cô phải đối mặt với người Argentina là Gabriela Sabatini (hạt giống số 4). Trong bốn trận gặp mặt trước đó, Sabatini đã có được ba trận thắng trong dó có 2 trận thắng liên tiếp. Nhưng lần gặp mặt này lại khác, khi Novotná lật ngược tình thế với Sabatini. Mặc dù Novotná đã loại Sabatini, cô sẽ phải đối mặt với một đối thủ khó khăn khác ở tứ kết, Katerina Maleeva (hạt giống số tám) từ Bulgaria. Trong hai lần gặp gỡ trước Novotná đã thua cả hai lần và sau khi Maleeva giành chiến thắng ở set mở màn, có vẻ như Novotná sắp thua lần thứ ba liên tiếp trước Maleeva. Tuy nhiên, Novotná đã trở lại để đánh bại Katerina Maleeva. Mặc dù thành công, thử thách khó khăn nhất của Novotná sẽ là chống lại Steffi Graf hạt giống hàng đầu của Đức trong trận bán kết. Khi Novotná đối mặt với Graf ba năm trước tại Pháp mở rộng 1987, Graf đã giành chiến thắng trong tất cả các set đấu. Bây giờ, Graf một lần nữa đánh bại Novotná mà không thua một set nào. Cô đủ điều kiện lần đầu tiên tham dự Giải vô địch Virginia Slims cuối mùa, trong đó cô bị Sabatini đánh bại ở vòng đầu tiên. Cô kết thúc năm với vị trí trên bảng xếp hạng là 13.

### 1991
Novotná đã có một khởi đầu tuyệt vời cho mùa giải 1991 tại Úc Mở rộng, nơi cô được hạt giống số 10 và đánh bại Zina Garrison-Jackson 7 – 6, 6 – 4 ở vòng 16 để tiến vào tứ kết. Con đường đến trận chung kết trở nên khó khăn hơn đáng kể, vì Novotná phải đối đầu với Steffi Graf hạt giống hàng đầu trong cuộc chạm trán tứ kết. Trong mười lần gặp gỡ trước đó, Novotná đều thua trước Graf.
Nhưng lần này Novotná đã gây chấn động bằng cách đánh bại Graf, nhà vô địch trị vì trong ba năm qua, 5 – 7, 6 – 4, 8 – 6. Để tham dự trận chung kết Grand Slam đầu tiên của cô, Novotná sẽ phải thắng Arantxa Sánchez Vicario tại bán kết. Novotná đã đánh bại Sánchez Vicario, để đấu với Monica Seles trong trận chung kết. Seles cuối cùng đã giành chiến thắng trong ba set. Vào cuối năm, Novotná được xếp thứ 7.